# Tortuga del riu Mary
La tortuga del riu Mary (Elusor macrurus) és una tortuga de coll curt endèmica del riu Mary, a Queensland, Austràlia. Es troba en perill d'extinció.

## Taxonomia
La tortuga del riu Mary va ser descrita per primer cop l'any 1994. Elusor és un gènere monotípic que representa un llinatge molt antic de tortugues desaparegudes. El terme Elusor fa referència a que la tortuga va ser ignorada durant molts anys al no ser descoberta; el terme macrurus significa, en llatí, de gran cua en referència a la mida de la cua.

## Descripció
La tortuga del riu Mary és una de les tortugues més grosses d'Austràlia, s'han descrit fins i tot espècimens de més de 50 cm de llargària de cuirassa.
Les cries tenen una longitud rectangular de 2,0 a 3,5 cm. Les tortugues adultes del riu Mary tenen una cuirassa allargada i aerodinàmica que pot ser de color blau o amb patrons intricats. El color general pot variar des de vermell oxidat a marró o gairebé negre. El plastró varia des del color crema fins al rosa pàl·lid. La coloració de la pell és similar a la de la cuirassa i, sovint, la cua i les extremitats presenten color rosa salmó. L'iris pot ser blau pàl·lid. Les tortugues del riu Mary utilitzen la respiració bimodal, per la qual cosa són capaces d'absorbir l'oxigen a través de la cloaca mentre estan sota l'aigua. Tanmateix, sovint surten a la superfície per respirar l'aire de la forma habitual.
Una característica única dels mascles de la tortuga del riu Mary és la cua, que pot mesurar gairebé dos terços de la longitud de la cuirassa. La cua té arcs hemals, una característica perduda en totes les altres tortugues modernes. Probablement és una característica derivada, però la seva funció encara no ha estat descoberta. Una altra característica única són les "barbes" excepcionalment llargues sota la mandíbula. Proporcionalment, la tortuga del riu Mary té el cap més petit i els peus posteriors més grans de totes les espècies dins de la conca, cosa que contribueix a que sigui el nedador més ràpid de la zona.
La tortuga ocasionalment es denomina informalment com la tortuga de cabell verd a causa del fet que molts espècimens estan coberts de filaments de algues creixents que s'assemblen al pèl.

## Ecologia
Es coneix poc sobre l'ecologia i el comportament de la tortuga del riu Mary. Habita seccions de rierols fluides i ben oxigenades a la conca del riu Mary, niant en zones terrestres. Les tortugues triguen un temps inusualment llarg per madurar; s'ha estimat que les femelles triguen 25 anys, i els mascles, 30 per a esdevenir adults. Els mascles adults poden ser agressius cap a altres mascles o tortugues d'altres espècies. L'espècie és aparentment omnívora, prenent matèria vegetal com ara algues, i també bivalves i altres preses petites.

## Conservació
Als anys seixanta i setanta, la tortuga del riu Mary era força popular a Austràlia, amb uns 15.000 exemplars enviats a botigues, per a ser venuts com a mascotes, cada any durant un període de deu anys. Originàriament es coneixien com a tortugues de Penny" o "tortugues de botiga de mascotes".
Aquesta espècie està actualment en perill d'extinció segons la Llei de conservació de la naturalesa de Queensland de 1992, i sota la Llei federal de protecció i biodiversitat del medi ambient de 1999. L'organisme internacional de conservació de la UICN l'ha afegit com a espècie en perill a la Llista Vermella de la UICN. És la segona espècie de tortuga d'aigua dolça amb més perill d'extingir-se d'Austràlia, després de la tortuga pantanosa occidental (Pseudemydura umbrina) d'Austràlia Occidental. Les tortugues del riu Mary es van classificar entre les 25 espècies de tortugues més amenaçades del món pel Fons per a la Conservació de Tortugues el 2003.
La primera organització de conservació sense ànim de lucre centrada en els rèptils a Austràlia, l'Associació Australiana de Conservació i Investigació de Tortugues d'Aigua Dolça, van ser els primers a criar aquesta espècie en captivitat per a alliberar-la a la natura l'any 2007.